# Грете Минде (фильм)
Грете Минде (нем.: Grete Minde) — немецкий фильм 1977 года режиссёра Хайди Жене.
Фильм номинировался на главный приз Берлинского кинофестиваля (1977), награждён «Серебряной лентой» кинопремии Deutscher Filmpreis (1977), получил предикат «особенно ценный», а исполнительница главной роли удостоена премии Бэмби в категории «Лучшая юная актриса» (1978).

## Сюжет
Экранизация одноимённого рассказа Теодора Фонтане по биографии Грете Минде.

Девушка, живущая в строго протестантско-пуританской среде, погибает от нетерпимости и суровости людей.— Лексикон международного кино
Германия начала 17 века. Несовершеннолетняя Грета Минде многое пережила с юных лет. Её мать родом из Испании, а её отец умер вскоре после её рождения. Когда и мать умирает Грета оказывается в семье сводного старшего брата Гердта, жена которого, Труда, отвергает Грету. Только соседский мальчик Валтин является ей хорошим другом. Труда смотрит на отношения этих двоих с завистью и ревностью и пытается отыграться на молодом счастье. Повзрослев молодые присоединяются к труппе кукольного театра, и течение трёх лет путешествуют по стране со выступлениями. Грета рожает ребёнка. Валтин тяжело заболевает и умирает, прося Грету ради ребёнка помириться со своей семьёй и вернуться домой. Но её сводный брат Гердт не желает видеть Грету с её ребенком в лоне своей семьи. Он также отвергает её просьбу дать ей хотя бы место служанки, и тем более отказывается выдать её причиающуюся ей долю наследства. Грета идёт в суд, но Гердт лжесвидетельствует, что мать Греты ничего не оставила ей. Вне себя от несправедливости и безвыходности Грета поджигает родной город Тангермюнде. Когда огонь пылает повсюду, Грета поднимается на уже горящий шпиль церкви, прихватив с собой своего собственного ребенка и ребенка Гердта и Труды. И на глазах спасающихся от огня на церковной площади людей, среди которых и Гердт, Грета и двое детей погибают когда от огня шпиль обрушивается, а город сгорает дотла, вплоть до городских стен.

## В ролях
- Катерина Якоб — Грета Минде
- Зимен Рюхаак —Валтин Зернитц
- Тило Прюкнер — Гердт Минде
- Ханнелоре Эльснер — Труда Минде
- Бригитта Гротум — Эмеренц Зернитц
- Ханс Кристиан Блех — Лист Гигас
- Кете Хаак — Домина
- Хильда Зессак — Регина
- Мартин Флёрхингер — старший Минде
- Хорст Ниндорф — дядя Валтинс
- Ангела Хиллебрехт — тётя Валтинс

## Критика
Дебютный фильм как режиссёра Хайди Жене — ранее известной как монтажёр многих фильмов немецкой новой волны.

Очень осторожно Хайди Жене, известная как одна из лучших женщин-монтажёров в немецком кино, справилась со своим литературным шаблоном в своем первом собственном художественном фильме. Слишком осторожно. (…) Хотя она в своей необычно рутинной постановке для первого фильма умело использует возможности идентификации истории, но её отсутствие смелости, её застенчивость и безумие никогда не поднимают фильм за пределы уровня действительно чистой, иногда асептической адаптации.— журнал «Der Spiegel», № 28 за 4 июля 1977 года

Режиссёрский дебют известной монтажёра Хайди Жени, рассказанный в красивых картинах и спокойном ритме, но местами очень слабый в актёрском руководстве и драматургии.— Lexikon des internationalen Films